# Ферріс (провінційний парк)
Провінційний парк Ферріс — провінційний парк у північно-східному окрузі Нортамберленд в Онтаріо, Канада. Парк займає площу 1.98 км² біля річки Трент у Кемпбелфорді, Онтаріо. У межах парку є 10 кілометрів пішохідних і гірських велосипедних маршрутів, а також підвісний міст через ущелину Ранні. Дві кемпінгові зони пропонують 150 місць для автокемпінгу. Офіційного доступу до річки Трент немає, несанкціонований доступ до русла річки вважається порушенням.
Земля парку спочатку належала Джеймсу Маршаллу Феррісу та його нащадкам. Провінція придбала землі в 1960 році (і частину в 1969 році) і відкрила провінційний парк у 1962 році.
У 1994 році парк опинився під загрозою закриття, але врятований зусиллями членів місцевого Ротарі-клубу. Підвісний міст через ущелину Ранні був побудований військовими авіабази 8th Wing CFB Trenton у 2002 - 2004 рр..

## зовнішні посилання
- Офіційний сайт